# Hartmut Ostermann
Hartmut Ostermann (* 22. Oktober 1951 in Altenau) ist ein deutscher Unternehmer.

## Beruf
Ostermann wuchs in Worms auf. Er absolvierte eine Ausbildung zum Maschinenbautechniker und besuchte das Abendgymnasium. Nach seinem Zivildienst beim Arbeiter-Samariter-Bund konnte er mit einem bayerischen Bauträger erste Seniorenheim-Projekte verwirklichen. Anschließend arbeitete er mit dem Bauunternehmer Udo Geitlinger zusammen.
Ostermann ist der Aufsichtsratsvorsitzende der Unternehmensgruppe Victor’s Bau + Wert AG mit Sitz in Berlin, zu der die vierzehn Victor’s Residenz-Hotels sowie über 120 Senioreneinrichtungen von Pro Seniore gehören.
Im August 2002 wurde er für wenige Tage festgenommen, da nach Erkenntnissen der Staatsanwaltschaft eine Tochtergesellschaft der Pro Seniore AG, die Pro Seniore Gesundheitsdienste, Steuern in Höhe von 17 Millionen Euro hinterzogen haben sollte. Das Landgericht Saarbrücken folgte der Auffassung der Staatsanwaltschaft nicht und lehnte die Eröffnung eines Verfahrens gegen Hartmut Ostermann ab. Für die kurze Untersuchungshaft wurde Ostermann ein Entschädigungsanspruch zugesprochen.

## Politik
Ostermann war Mitglied der Jusos und leitete zeitweise den SPD-Ortsverein in Worms. Im Jahr 1984 trat er aus der Partei aus und wurde zwei Jahre später Mitglied der FDP. Er war bis Februar 2012 Vorsitzender des Kreisverbands Saarbrücken, trat jedoch beim ordentlichen Kreisparteitag nicht mehr für dieses Amt an. Im Jahr 1994 war er FDP-Bundestagskandidat im Saarland.
Im Februar 2013 trat er aus der FDP aus.
Parteispenden an FDP, CDU und Grüne führten nach der Landtagswahl 2009 zu einer Diskussion über die Rolle Ostermanns bei der Bildung der saarländischen Jamaika-Koalition. Ein Untersuchungsausschuss des saarländischen Landtags stellte kein Fehlverhalten der beteiligten Personen fest.

## Sport
Für den TSG Pfeddersheim spielte Ostermann aktiv Fußball. In den 1990er Jahren engagierte er sich als Vereinspräsident des FC Homburg, von 1998 bis 2007 war er Präsident des 1. FC Saarbrücken. Als Sponsor ist er mit beiden Vereinen weiterhin verbunden: Victor’s Residenz-Hotels sind der Hauptsponsor des 1. FC Saarbrücken; die Forum GmbH, die zur Victor’s-Unternehmensgruppe gehört, war einer der Hauptsponsoren des FC Homburg. Am 30. September 2013 übernahm Ostermann erneut das Amt des Präsidenten beim 1. FC Saarbrücken.